# Jit Bahadur Muktan
Jit Bahadur Muktan, född 31 augusti 1979, är en nepalesisk bågskytt. Han deltog vid olympiska sommarspelen 2016.